# مسجد جامع یالو
مسجد جامع یالو در روستای یالو از روستاهای یالورود شهرستان نور در استان مازندران واقع گردیده‌است. این مسجد شبستانی است که شش فیلپای مربع به ابعاد هر ضلع ۱۱۸ سانتی‌متر، پوشش طاق و گنبد آن را استوار ساخته‌است. این بنا، محرابی گچکاری دارد که سوره نور بر اطراف آن گچبری شده‌است. در سال ۱۲۳۰ هجری قمری این مسجد مرمت و بازسازی شده‌است.